# Diocesi di Giromonte
La diocesi di Giromonte (in latino: Dioecesis Girumontensis) è una sede soppressa e sede titolare della Chiesa cattolica.

## Storia
Giromonte, forse identificabile con le rovine di Yerroum, a sud-ovest di Ténès, nell'odierna Algeria, è un'antica sede episcopale della provincia romana della Mauritania Cesariense.
Unico vescovo conosciuto di questa diocesi africana è Reparato, il cui nome appare al 9º posto nella lista dei vescovi della Mauritania Cesariense convocati a Cartagine dal re vandalo Unerico nel 484; Reparato, come tutti gli altri vescovi cattolici africani, fu condannato all'esilio.
Dal 1933 Giromonte è annoverata tra le sedi vescovili titolari della Chiesa cattolica; dal 2 aprile 2005 l'arcivescovo titolare è Giambattista Diquattro, nunzio apostolico in Brasile.

## Cronotassi

### Vescovi residenti
- Reparato † (menzionato nel 484)

### Vescovi titolari
- Donaldo Chávez Núñez † (15 febbraio 1966 - 1979 dimesso)
- Antony Selvanayagam (6 marzo 1980 - 2 luglio 1983 nominato vescovo di Penang)
- Stefan Moskwa † (30 novembre 1983 - 18 ottobre 2004 deceduto)
- Giambattista Diquattro, dal 2 aprile 2005